# Урочище «Обийма»
Уро́чище «Оби́йма» — ландшафтний заказник місцевого значення в Україні. Розташований у межах Коропського району Чернігівської області, на південь від села Нехаївка. 
Площа 183 га. Статус присвоєно згідно з рішенням Чернігівської обласної ради від 11.04.2000 року. Перебуває у віданні ДП «Борзнянське лісове господарство» (Коропське л-во, кв. 30-32). 
Статус присвоєно для збереження лісового масиву, в якому переважають насадження дуба. У домішку вільха, осика, клен, ясен, береза, ялина. Є заболочені та лучні ділянки.